# Donawerth (1854)
Pour les articles homonymes, voir Donawerth.
Le Donawerth est un navire de ligne de 90 canons de la classe Suffren de la marine française.

## Histoire
Sa quille est posée à Lorient en 1827. Il reste abandonné pendant plusieurs années avant d'être achevé comme navire à vapeur. Il est finalement lancé le 15 février 1854. Il participe à la guerre de Crimée en tant que transport.
En 1860, il sert au large de Beyrouth avec le Redoutable.
En 1868, il est rebaptisé Jean Bart et utilisé comme navire-école.
Il est à nouveau rebaptisé Cyclope en 1886, et finalement démantelé en 1897.